# Epiphragma (Epiphragma) hebridense
Epiphragma (Epiphragma) hebridense is een tweevleugelige uit de familie steltmuggen (Limoniidae). De soort komt voor in het Australaziatisch gebied.